# Franz Xaver Geyer

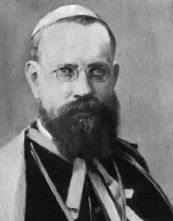
Bischof Franz Xaver Geyer, Apostolischer Vikar von Karthum

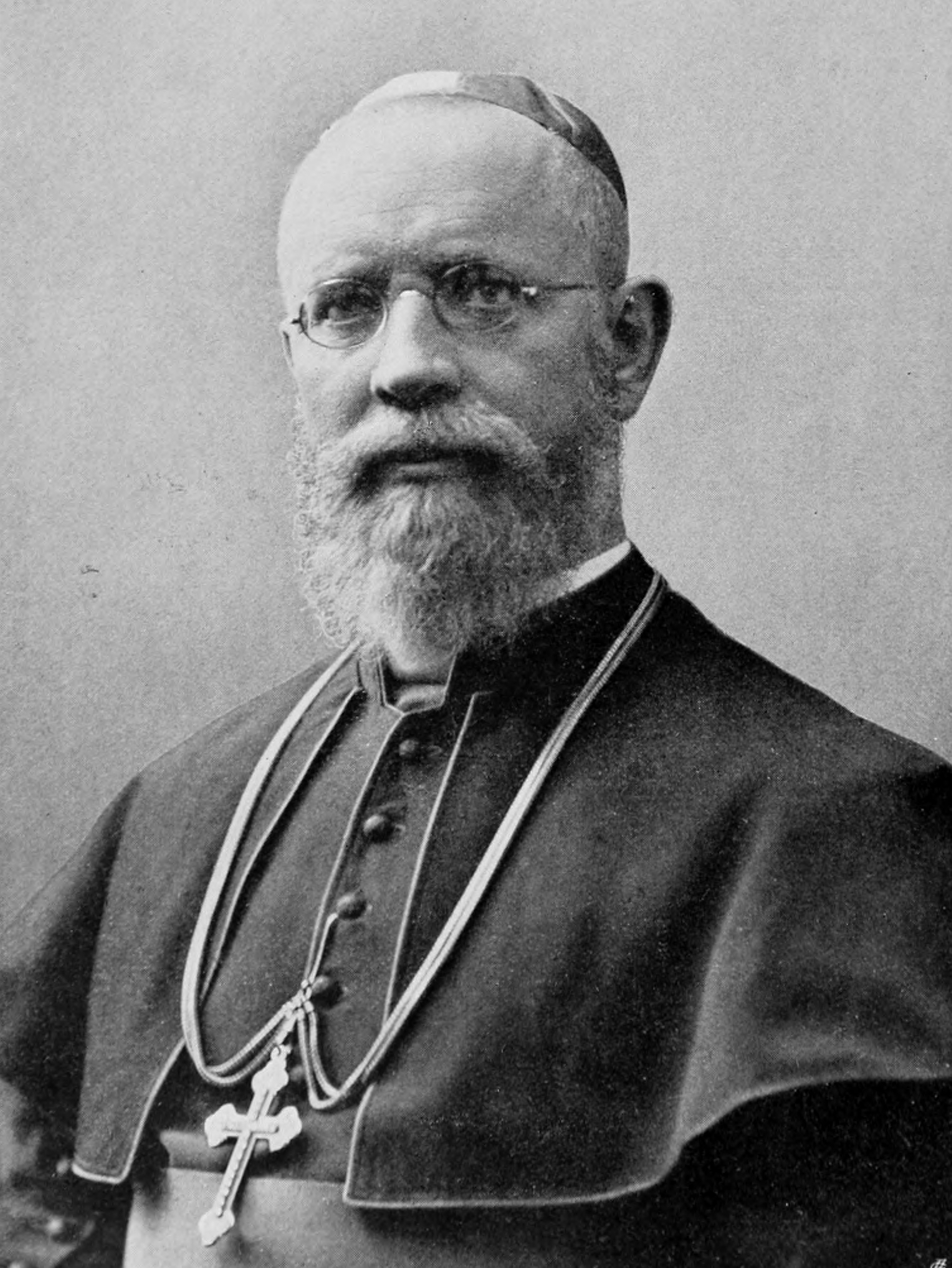
Bischof Franz Xaver Geyer, 1912

Franz Xaver Geyer (* 3. Dezember 1859 in Regen; † 2. April 1943 im Kloster Banz) war ein deutscher katholischer  Missionar im Sudan, Missionsbischof von Zentralafrika sowie Schriftsteller.

## Leben und Wirken
Er war als Sohn des Zimmerergesellen Michael Geyer (auch Geier) und seiner Ehefrau Maria in dem zu Regen gehörenden Weiler Wieshof geboren. Ab dem Jahr 1872 wurde er im bischöflichen Knabenseminar St. Max und am Humanistischen Gymnasium in Passau unterrichtet. Nach dem dortigen Abitur studierte er an der Universität München Theologie und Rechtswissenschaft. 1880 schloss er sich dem afrikanischen Missionsinstitut des Hl. Daniele Comboni in Verona an; Keimzelle der heutigen Comboni-Missionare.
Nach seiner Priesterweihe in Verona, am 23. September 1882, ging Geyer als Missionar nach Khartum. Kurz vor seiner Ankunft hatte eine fundamentalistisch-islamische Bewegung, der so genannte Mahdismus, alle Missionsstationen Combonis im Sudan, mit Ausnahme von Khartum selbst erobert. 15 Priester, sowie mehrere Laienmissionare und Ordensschwestern waren in Gefangenschaft geraten und auch die Stadt Khartum war bereits bedroht. Der erste Nachfolger Daniele Combonis, Bischof Francesco Sogaro, nahm Geyer sofort nach Khartum mit und beauftragte ihn, Möglichkeiten zur Befreiung der Gefangenen zu ersinnen, was tatsächlich bei einigen gelang. Im Januar 1884 eroberten die Mahdisten auch Khartum, wobei Franz Xaver Geyer die Evakuierung der acht verbliebenen Missionare und von etwa hundert einheimischen Christen organisierte. Für sie wurde später am Stadtrand von Kairo auf der Nilinsel Gezira ein Gelände erworben und eine Siedlung errichtet, welche "Antisklavereikolonie Leo XIII." hieß. 
Der bayerische Priester wirkte fortan als Stellvertreter von Bischof Sogaro, der nicht in seiner Bischofsstadt Khartum residieren konnte, sondern in Kairo leben musste. Außerdem war er Seelsorger von Assuan, später von Suakin am Roten Meer und avancierte 1891 zum Provikar des Missionsgebietes. 
1895 gründete man in Brixen ein deutschsprachiges Missionshaus der Comboni-Missionare, dessen Leitung Geyer 1897 übernahm und bis 1903 behielt. In dieser Zeit baute er als Domizil der Niederlassung das Brixener Xaverianum (heute Jakob-Steiner-Haus).
Am 6. August 1903 ernannte Papst Pius X. Franz Xaver Geyer zum Apostolischen Vikar von Zentralafrika (ab 1913 Apostolisches Vikariat Khartum) und zum Titularbischof von Trocmades; Erzbischof Stein erteilte ihm am 9. November 1903 im Münchner Liebfrauendom die Weihe. Er war der erste, vom neuen Papst Pius X. ernannte Bischof und kehrte nun als Missionsleiter nach Khartum zurück. Geyer konnte in deutscher, englischer, italienischer, französischer und arabischer Sprache predigen. Mit der ihm eigenen Energie und Diplomatie gelang es ihm eine Reihe von Missionsstationen im Sudan und in Norduganda zu gründen. Mehrmals war er monatelang auf schwierigen und gefährlichen Missionsreisen unterwegs, auf denen er sich oft von seinem pfalz-bayerischen Landsmann Pater Otto Huber begleiten ließ. 1921 resignierte Geyer von seinem bischöflichen Amt, da er nach dem Ersten Weltkrieg als Deutscher in seinem Missionsgebiet unerwünscht war. 
In die Heimat zurückgekehrt, begann er 1922 sein Vorhaben, eine Anstalt zur Heranbildung von Priestern für die deutschen Katholiken im Ausland zu gründen. Ein erster Schritt war die Gründung der "Deutschen Auslandspriesterschaft" in Bad Godesberg. Zwei Jahre später folgte die Gründung der Gemeinschaft von den heiligen Engeln für auslandsdeutsche Seelsorge und Mission. Da das Haus in Bad Godesberg in der Folge zu klein wurde, verlegte Geyer die Missionsanstalt in das Schloss Banz bei Lichtenfels.
Geyer gründete die drei Missionszeitschriften Stern der Neger (1898), die vierteljährlich erscheinende "Deutsche Auslandsseelsorge" (1927) und die Nachfolgezeitschrift "Jahrbuch" (1933). Neben seiner missionarischen Tätigkeit schrieb Geyer mehrere Bücher, vor allem über seine Missionsreisen. Er war seit 1883 Ehrenmitglied der Katholisch-Deutschen Studentenverbindung Aenania zu München im CV, die 1851 von Franz Lorenz Gerbl, einem späteren Sudan-Missionar, gegründet worden war. Seine Heimatstadt Regen ernannte ihn am 11. Oktober 1912 zum Ehrenbürger, dort ist auch eine Straße nach ihm benannt.
Geyers bekanntestes, 1912 erschienenes Buch "Durch Sand, Sumpf und Wald: Missionsreisen in Zentral-Afrika" wurde 2011 als Reprint neu aufgelegt (ISBN 1178476065).

## Werke
- 50 Jahre auslanddeutsche Missionsarbeit für Glauben und Volkstum. Herder, Freiburg im Breisgau, 1936 (Digitalisat).